# Ambiliaten
Ambiliaten (lateinisch Ambiliati) war ein gallischer Keltenstamm, der südlich der Mündung der Loire in den Atlantik sein Siedlungsgebiet hatte.
Bei Caesar (De bello Gallico 3, 9) wird der Stamm im Winterkrieg 57/56 v. Chr. zu den Bundesgenossen der Veneter gezählt, gemeinsam mit den Osismiern, Lexoviern, Namneten, Morinern, Diablinten und Menapiern. Ebenfalls bei Caesar (de bello gallico 7, 75) und bei Orosius (Historiae adversum Paganos 6, 8, 8) wird der Stammesname als Ambivaritos oder Ambivareti gelesen, manchmal auch als Ambianos. Sie waren, wieder im Kontingent der Veneter, Teil des gallischen Entsatzheeres bei Alesia.